# Walter Kieber
Walter Kieber (* 20. Februar 1931 in Feldkirch; † 21. Juni 2014 in Vaduz) war ein liechtensteinischer Rechtsanwalt und Politiker. Von 1974 bis 1978 bekleidete er das Amt des Regierungschefs des Fürstentums Liechtenstein. Er gehörte der Fortschrittlichen Bürgerpartei an.

## Biografie
Walter Kieber wurde 1931 als Sohn des Bundesbahnbeamten Alfons Kieber (1900–1961) und dessen Frau Elisabeth, geb. Prantauer (1907–1986) geboren. Er wuchs in Bregenz auf, wo er von 1937 bis 1941 die Volksschule und von 1941 bis 1950 das Gymnasium besuchte. Danach studierte Rechtswissenschaften an der Universität Innsbruck und promovierte dort 1954 zum Dr. iur. Von 1955 bis 1959 war er in der Anwaltskanzlei von Ludwig Marxer, dem Advokaturbüro Ludwig Marxer, in Vaduz tätig. Von 1959 bis 1965 war er Rechtsberater bzw. Leiter des Rechtsdiensts der liechtensteinischen Regierung. Danach war er von 1965 bis 1970 Leiter des Präsidialbüros der liechtensteinischen Regierung.

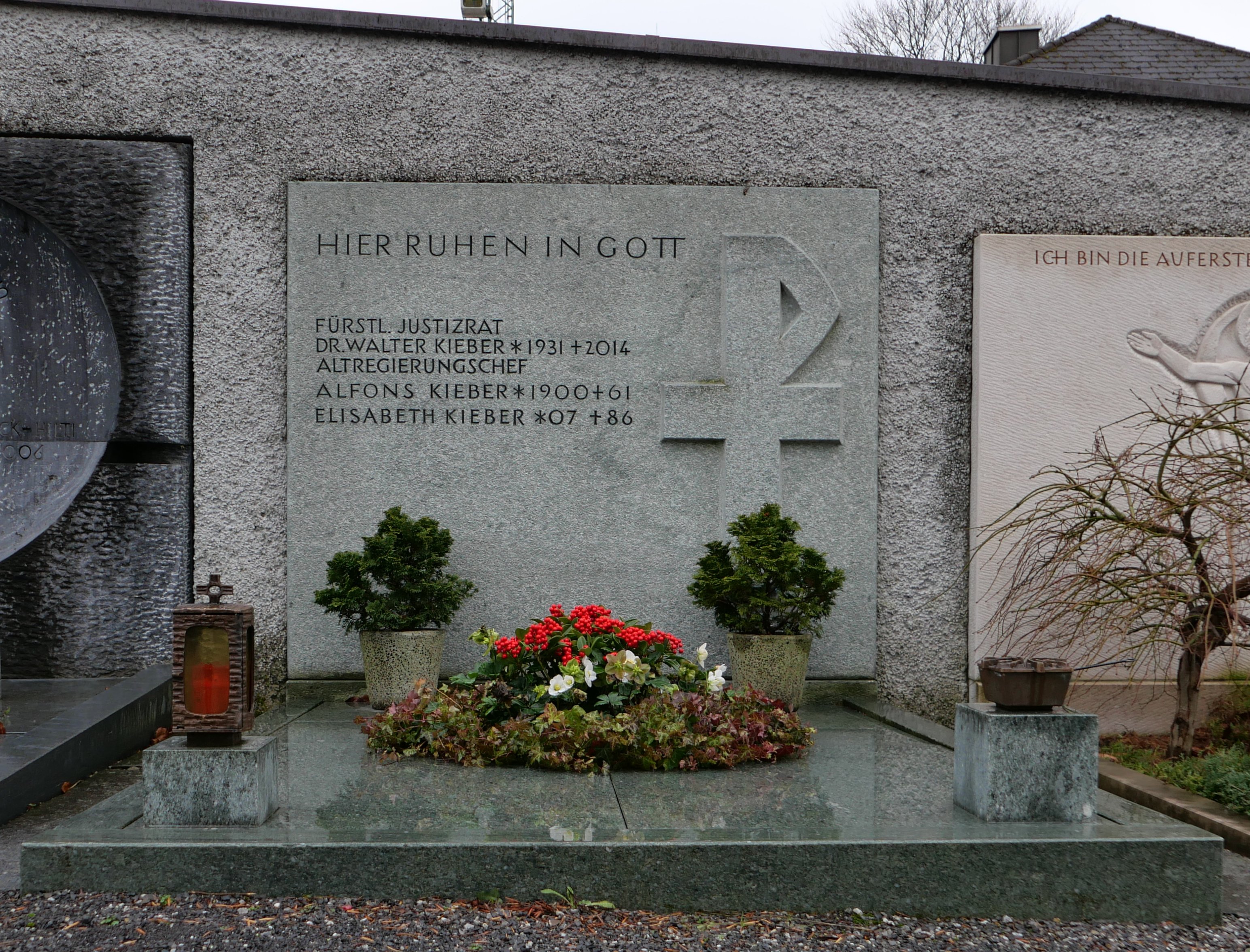
Das Grab von Kieber und seinen Eltern auf dem Friedhof von Schaan.

Von 1970 bis 1974 fungierte Kieber als Regierungschef-Stellvertreter. Anschliessend bekleidete er von 1974 bis 1978 das Amt des Regierungschefs. Nachdem die Fortschrittliche Bürgerpartei 1978 die Mehrheit im Landtag verloren hatte, wurde Kieber auf Wunsch von Fürst Franz Josef II. erneut Regierungschef-Stellvertreter, um die Regierung in noch anstehenden wichtigen Vorhaben zu unterstützen. Nach Abschluss des Währungsvertrages mit der Schweiz und Abschluss der Reform des Gesellschaftsrechts trat Kieber 1980 als Regierungschef-Stellvertreter zurück. Von 1981 bis 1999 war er Partner in der Anwaltskanzlei Marxer & Partner. 1993 war er Mitgründer der Centrum Bank AG in Vaduz und gehörte von 1993 bis 2001 deren Verwaltungsrat an. Von 1993 bis 1998 war er Präsident der Liechtensteinischen Rechtsanwaltskammer. 2001 gründete er zusammen mit seinem Sohn Daniel Kieber die Anwaltskanzlei Kieber & Nuener – Rechtsanwälte in Vaduz, für welche er die nächsten Jahre tätig war.
Kieber war Bürger von Schellenberg und mit der aus Schaan stammenden Selma Ritter verheiratet. Aus der Ehe gingen zwei Kinder hervor. 1978 wurde ihm der Titel «Fürstlicher Justizrat» verliehen. 2006 erschien seine Autobiografie Jahre des Aufbruchs. Daneben veröffentlichte er verschiedene juristische Publikationen.

## Veröffentlichungen (Auswahl)
- zusammen mit Peter Marxer, Adulf Peter Goop: Gesellschaften und Steuern in Liechtenstein (1982)
- Jahre des Aufbruchs (2006)